# Bénin aux Jeux olympiques d'été de 2020
Le Bénin participe aux Jeux olympiques d'été de 2020 à Tokyo au Japon du 23 juillet au 8 août 2021. Il s'agit de sa 12e participation à des Jeux d'été.
Le Comité international olympique autorise à partir de ces Jeux à ce que les délégations présentent deux porte-drapeaux, une femme et un homme, pour la cérémonie d'ouverture. La nageuse Nafissath Radji et le rameur Privel Hinkati sont nommés porte-drapeaux de la délégation béninoise.

## Athlètes engagés
| Sport      | Hommes | Femmes | Total |
| ---------- | ------ | ------ | ----- |
| Athlétisme | 1      | 2      | 3     |
| Aviron     | 1      | 0      | 1     |
| Judo       | 1      | 0      | 1     |
| Natation   | 1      | 1      | 2     |
| Total      | 4      | 3      | 7     |

## Résultats

### Athlétisme
| Athlète       | Épreuve        | Tour préliminaire | Tour préliminaire | 1er tour     | 1er tour | Demi-finale  | Demi-finale | Finale   | Finale   |
| Athlète       | Épreuve        | Temps             | Rang              | Temps        | Rang     | Temps        | Rang        | Temps    | Rang     |
| ------------- | -------------- | ----------------- | ----------------- | ------------ | -------- | ------------ | ----------- | -------- | -------- |
| Didier Kiki   | 100 m masculin | 10 s 69           | 6e                | Éliminé      | Éliminé  | Éliminé      | Éliminé     | Éliminé  | Éliminé  |
| Noélie Yarigo | 800 m féminin  | Non disputé       | Non disputé       | 2 min 0 s 11 | 2e       | 2 min 1 s 47 | 7e          | Éliminée | Éliminée |

| Athlète           | Épreuve  | 100 H   | SH     | LP      | 200 m   | SL     | LJ      | 800 m        | Total | Rang |
| ----------------- | -------- | ------- | ------ | ------- | ------- | ------ | ------- | ------------ | ----- | ---- |
| Odile Ahouanwanou | Résultat | 13 s 31 | 1,74 m | 15,45 m | 23 s 85 | 6,07 m | 43,96 m | 2 min 29 s 5 | 6 186 | 15e  |
| Odile Ahouanwanou | Points   | 1 078   | 903    | 891     | 995     | 871    | 743     | 705          | 6 186 | 15e  |

### Aviron
| Athlète        | Compétition | Séries        | Séries | Repêchage     | Repêchage | Demi-finales  | Demi-finales     | Finale        | Finale       |
| Athlète        | Compétition | Temps         | Rang   | Temps         | Rang      | Temps         | Rang             | Temps         | Rang         |
| -------------- | ----------- | ------------- | ------ | ------------- | --------- | ------------- | ---------------- | ------------- | ------------ |
| Privel Hinkati | Skiff       | 7 min 40 s 87 | 5e     | 7 min 55 s 93 | 4e        | 7 min 49 s 46 | Demi-finale E 2e | 7 min 38 s 58 | Finale E 27e |

### Judo
| Athlète            | Compétition    | 1er tour                | 2e tour             | Quart de finale     | Demi-finale         | Repêchage 1         | Repêchage 2         | Finale              | Rang    |
| Athlète            | Compétition    | Adversaire Résultat     | Adversaire Résultat | Adversaire Résultat | Adversaire Résultat | Adversaire Résultat | Adversaire Résultat | Adversaire Résultat | Rang    |
| ------------------ | -------------- | ----------------------- | ------------------- | ------------------- | ------------------- | ------------------- | ------------------- | ------------------- | ------- |
| Celtus Dossou Yovo | Moins de 90 kg | Igolnikov Défaite 00-10 | Éliminé             | Éliminé             | Éliminé             | Éliminé             | Éliminé             | Éliminé             | Éliminé |

### Natation
| Athlète                   | Épreuve                | Séries  | Séries | Demi-finales | Demi-finales | Finale   | Finale   |
| Athlète                   | Épreuve                | Temps   | Rang   | Temps        | Rang         | Temps    | Rang     |
| ------------------------- | ---------------------- | ------- | ------ | ------------ | ------------ | -------- | -------- |
| Marc Pascal Pierre Dansou | 50 m nage libre hommes | 24 s 99 | 53e    | Éliminé      | Éliminé      | Éliminé  | Éliminé  |
| Nafissath Radji           | 50 m nage libre femmes | 29 s 99 | 69e    | Éliminée     | Éliminée     | Éliminée | Éliminée |